# Ваалвериф
Ваалвериф (Ваалберит; Баалберит; Валберит; Балберит; Баал-Брит; Баал-Вериф; Бааль-Берит; Ваал-Берит — «бог союза») — местный Баал, которому поклонялись евреи после смерти Гедеона.
В работах средневековых демонологов был одним из могущественных демонов, архивариусом Ада. Секретарь ада. Хранитель записей. Часто идёт на контакт с людьми.
Ваалвериф некогда почитался в Ханаане как божество — «владыка соглашений», под покровительством которого заключались все договоры.
Согласно «Histoire admirable» отца Себастиана Михаэлиса (1612), Ваалвериф был одним из 6666 демонов, владевших сестрой Мадлен Демандоль в Экс-ан-Провансе в начале XVII в. Во время Экзорцизма он не только открыл имена и обязанности других дьяволов, но и назвал их небесных противостоятелей. По собственному признанию, Ваалвериф является князем херувимов, он склоняет людей к богохульству, злословию, склоке, убийству и самоубийству. Святой, противодействующий ему — Варнава.
Сохранился договор между адскими иерархами и священником Урбеном Грандье, наславшим демонов на монахинь луденского монастыря в 30-х гг. XVII в. Клятва демонов в преданности священнику написана справа налево на сокращенной латыни, подписана Сатаной, Вельзевулом, Люцифером, Элими, Левиафаном и Астаротом, в углу — приписка: «Заверяю подписи и отметку главного дьявола и моих хозяев, князей преисподней, Ваалберит, писарь („scriptor“)».
Ваалвериф упоминается в списке дьявольских имен в «Сатанинской Библии» Лавея.